# Tour of Duty
Tour of Duty bezeichnet in vielen anglophonen Streitkräften eine Dienst- bzw. Stationierungszeit auf See oder eine Auslandsverwendung.
So bestand bspw. in der britischen Royal Air Force während des Zweiten Weltkrieges eine Tour of Duty für eine Bomberbesatzung aus 30 Einsatzflügen. Diese Flüge konnten zu einer Dienstzeit von bis zu einem Jahr dauern. Während des Vietnamkrieges war die reguläre Dauer einer Tour of Duty für US-Soldaten ein Jahr.
Eine normale Tour of Duty kann von einem bis zu vier Jahren dauern, wobei eine Verwendung von mehr als zwei Jahren zumeist für die Verleihung eines Verdienstordens qualifiziert. Sie können auch unabhängig vom Willen der Soldaten verlängert werden. Dies geschah z. B. im September 2006, als die Tour of Duty für 4.000 US-Soldaten im Irak verlängert wurde (vgl. Stop Loss).